# Institut Tecnològic de Califòrnia
L'Institut Tecnològic de Califòrnia (en anglès, California Institute of Technology, generalment coneguda com a Caltech) és una universitat privada situada a Pasadena, a l'estat de Califòrnia dels Estats Units. Es tracta d'una de les principals institucions mundials dedicada a la ciència, enginyeria i investigació. També porta el control i dirigeix el Jet Propulsion Laboratory de l'agència espacial estatunidenca, NASA. Fundat l'any 1891, el seu lema és «Truth shall make you free» (La veritat us farà lliures). És relativament petita, ja que només agrupa un conjunt de 2100 alumnes (aproximadament 900 de carrera i 1200 de doctorat) però és considerada una de les millors universitats del món tenint en compte el nombre de premis Nobel que han guanyat els seus alumnes i professors. En el Rànquing de Xangai de 2021 estava classificada la 9a del mon i vuitena dels Estats Units.

## Història
Va ser fundat a Pasadena l'any 1891 pel polític i home de negocis Amos G. Throop com a escola de formació professional. Inicialment es va conèixer amb el nom de Throop University i va canviar diversos cops de nom fins a adquirir l'actual l'any 1921.

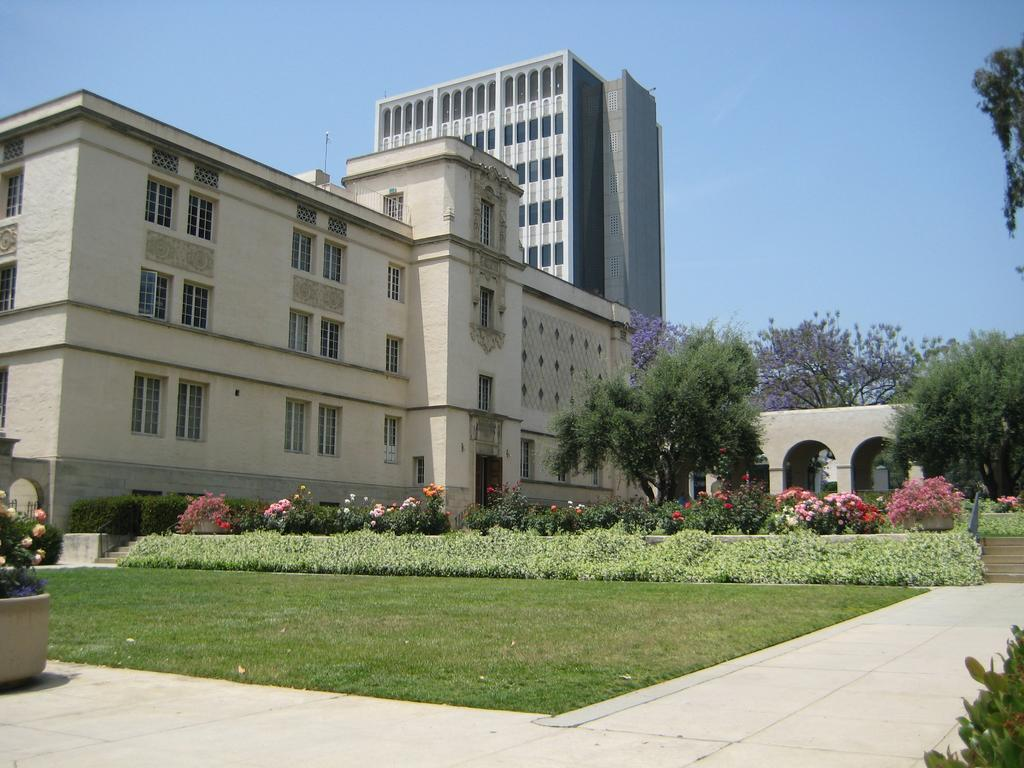
L'edifici Bridge Laboratory, facultat de física.

L'astrònom George Ellery Hale va jugar un rol molt important pel desenvolupament de Caltech en convertir-la en una important institució científica. Aprofitant que la recerca científica als Estats Units estava en als seus inicis, Hale va veure l'oportunitat de crear una institució de recerca i educació en enginyeria i ciències naturals. Va aconseguir nombroses ajudes privades per construir laboratoris ben equipats i també va convèncer dos dels científics més importants del moment, Arthur Amos Noyes i Robert Andrews Millikan perquè s'unissin a la direcció i realitzessin els seus estudis a la facultat.
L'any 1917, Hale va contractar l'arquitecte Bertram Goodhue perquè dissenyés un pla general del campus de la universitat (uns 8,9 km²). El disseny dels edificis va estar força influenciat per la tradicional arquitectura de les antigues missions espanyoles del sud de Califòrnia.
El creixement econòmic de la zona i el premi Nobel que va guanyar Millikan (1923) van influir decisivament en l'expansió de la universitat durant la següent dècada en nous departaments com ara geologia, humanitats, ciències socials, biologia o aeronàutica. Importants personatges van ser contractats per dirigir-los com ara Thomas Hunt Morgan o Theodore von Kármán.
Un sisme de magnitud 6,5 a l'Escala de Richter a San Fernando l'any 1971 va causar nombrosos danys en el campus de Caltech i va afectar especialment les estructures dels edificis més vells que van haver de ser demolits, com el Throop Hall o el Culbertson Auditorium.

## Ensenyament
La universitat de Caltech fa especial èmfasi en la qualitat per sobre la quantitat i concentra un nucli de disciplines de gran calibre. Actualment està situat al cinquè lloc en la classificació generada per l'estudi realitzat per U.S. News & World Report de l'any 2008 per les universitats estatunidenques. Pel que fa a la classificació mundial, es trobava en la setena posició el 2007 segons THES - QS World University Rankings i sisena el 2006 segons el rànquing d'universitats.
Els seus estudis s'agrupen en sis divisions, on cada una ofereix diverses carreres: 
- Divisió de biologia[8]
- Divisió de química i enginyeria química[9]
- Divisió d'enginyeria i ciències aplicades[10]
- Divisió de ciències planetàries i geològiques[11]
- Divisió d'humanitats i ciències socials[12]
- Divisió de física, matemàtiques i astronomia[13]

El sistema d'ensenyament està distribuït en tres quadrimestres, començant de setembre i acabant a juny.

## Esport
Caltech posseeix equips de beisbol, bàsquet (masculí i femení), cross, esgrima, golf, futbol (masculí), natació, salts, tennis (masculí i femení), atletisme, voleibol (femení) i waterpolo (masculí i femeni). Tots els equips competeixen en la Southern California Intercollegiate Athletic Conference excepte l'equip d'esgrima que ho fa en la primera divisió de la NCAA.
La majoria dels equips de Caltech no destaquen per la seva qualitat, alguns fins i tot pel contrari. Per exemple, l'equip masculí de basquet va trencar el 6 de gener de 2007 una sèrie de 207 derrotes consecutives en la tercera divisió escolar, aconseguint la primera victòria des de l'any 1996.
La mascota s'anomena Beaver (un castor) i dona nom als equips de la universitat coneguts com els Beavers.

## Premis Nobel
Fins a l'any 2005, compta amb 31 guardonats dels premis Nobel (17 d'antics alumnes, 14 de professors no antics alumnes i de 4 professors que també havien estat alumnes) fent un total de 32 guardons:
- Robert Andrews Millikan - Física 1923
- Thomas Hunt Morgan - Medicina 1933
- Carl David Anderson - Física 1936
- Edwin Mattison McMillan - Química 1951
- Linus Carl Pauling - Química 1954, Pau 1962
- William Bradford Shockley - Física 1956
- George Wells Beadle - Medicina 1958
- Donald Arthur Glaser - Física 1960
- Rudolf Mößbauer - Física 1961
- Charles Hard Townes - Física 1964
- Richard Feynman - Física 1965
- Murray Gell-Mann - Física 1969
- Max Delbrück - Medicina 1969
- Leo James Rainwater - Física 1975
- David Baltimore - Medicina 1975
- Renato Dulbecco - Medicina 1975
- Howard Martin Temin - Medicina 1975
- William Lipscomb - Química 1976
- Robert Woodrow Wilson - Física 1978
- Roger Sperry - Medicina 1981
- Kenneth G. Wilson - Física 1982
- William Alfred Fowler - Física 1983
- Rudolph A. Marcus - Química 1992
- Edward B. Lewis - Medicina 1995
- Douglas Dean Osheroff - Física 1996
- Robert C. Merton - Economia 1997
- Ahmed H. Zewail - Química 1999
- Leland H. Hartwell - Medicina 2001
- Vernon Lomax Smith - Economia 2002
- David Politzer - Física 2004
- Robert H. Grubbs - Química 2005